# Верховная распорядительная комиссия
Верхо́вная распоряди́тельная коми́ссия по охране́нию госуда́рственного поря́дка и обще́ственного споко́йствия (рус. дореф. Верховная распорядительная комиссія по охраненію государственнаго порядка и общественнаго спокойствія) — чрезвычайный государственный орган в Российской империи в феврале — августе 1880, созданный после взрыва в Зимнем дворце, произведённого 5 февраля С. Н. Халтуриным, и объединивший действия всех властей по охране государственного порядка и общественного спокойствия. Распоряжения Главного начальника Верховной распорядительной комиссии и принимаемые им меры подлежали безусловному исполнению и соблюдению и могли быть отменены только им самим или особым Высочайшим повелением.

## История
Учреждена в Санкт-Петербурге именным указом императора Александра II, данным Сенату 12 февраля 1880 года (П. С. З., № 60492), в видах прекращения покушений на государственный и общественный строй России. Комиссия состояла из главного начальника, генерал-адъютанта графа Михаила Лорис-Меликова, и назначаемых для содействия ему по непосредственному его усмотрению членов. Членами комиссии состояли: член Государственного совета К. П. Победоносцев, генерал-адъютант князь А. К. Имеретинский, статс-секретарь М. С. Каханов, тайные советники М. Е. Ковалевский, И. И. Шамшин, П. А. Марков; свиты Его Императорского Величества генерал-майоры П. А. Черевин и М. И. Батьянов и действительный статский советник С. С. Перфильев. Сверх того, главный начальник мог приглашать в комиссию всех лиц, присутствие коих признавалось им полезным. Заведующим делами комиссии был А. М. Кузминский.
5 марта состоялась беседа главного начальника с представителями петербургского городского общественного управления — городским головой бар. П. Л. Корфом, и гласными И. И. Глазуновым, Ц. А. Кавосом, В. И. Лихачевым и М. П. Митковым. Канцелярией главного начальника управлял А. А. Скальковский. Главному начальнику были даны для достижения возложенной на него задачи чрезвычайные полномочия. Кроме прав главноначальствующего в Санкт-Петербурге и непосредственного ведения дел о государственных преступлениях в столице и местном военном округе, ему предоставлено было верховное направление этих дел во всех прочих местах империи, а также право делать все распоряжения и принимать все меры, которые он признает необходимыми для охранения государственного порядка и общественного спокойствия, определяя вместе с тем взыскания и порядок ответственности за неисполнение своих распоряжений и мер. Эти распоряжения и меры подлежали безусловно исполнению и соблюдению всеми и каждым и могли быть отменяемы только государем и самим главным начальником. Все ведомства обязаны были оказывать главному начальнику полное содействие и немедленно исполнять все его требования. Наконец, главному начальнику предоставлено было непосредственно испрашивать, когда признает нужным, повеления и указания государя.
14 февраля 1880 года последовало первое обращение главного начальника к жителям столицы, в котором он высказал свой взгляд на предстоящую ему трудную задачу. Бороться со злом он думал двоякими средствами: 1) уголовно-полицейскими, не останавливаясь ни перед какими мерами строгости для наказания преступных действий, и 2) государственными — направленными к тому, чтобы успокоить и оградить интересы благомыслящей части общества, восстановить потрясенный порядок и возвратить отечество на путь мирного преуспеяния. При этом главный начальник рассчитывал на поддержку общества, как на средство, могущее содействовать власти в возобновлении правильного течения государственной жизни.
С целью объединения деятельности отдельных властей, высочайшими указами 3 и 4 марта 1880 г. (П. С. З., № 60609 и 60617) главному начальнику комиссии были временно подчинены III отделение Собственной Е. И. В. канцелярии и корпус жандармов. Комиссия, имевшая 4 заседания — 3 в марте и 1 в июне, — коснулась разных государственных и общественных вопросов, но труды её не были обнародованы. Из принятых комиссией мер можно отметить облегчение участи лиц, высланных административным порядком по политической неблагонадёжности, особенно из числа учащейся молодежи.
3 апреля 1880 года по докладу главного начальника последовало высочайшее повеление, коим предписывалось губернаторам и градоначальникам представить в течение 2-х — 3-х месяцев точные списки таких поднадзорных, с заключением о том, кто из них заслуживает облегчения и может быть допущен в учебные заведения. Эти отзывы местных начальств подлежали пересмотру комиссии, которая могла производить и фактическую поверку полученных сведений на месте. Таким образом, с мая по август 1880 года многие были вовсе освобождены или возвращены на родину или воспользовались иными льготами, например допущением вновь в высшие учебные заведения. Дела о прочих поднадзорных переданы после закрытия комиссии в министерство внутренних дел. Так как ближайшая цель комиссии вскоре была признана настолько достигнутой, что дальнейшая охрана государственного спокойствия могла происходить в общеустановленном порядке, с некоторым лишь расширением круга действий министерства внутренних дел, то именным указом 6 августа 1880 года Верховная распорядительная комиссия и III отделение Собственной Е. И. В. канцелярии были закрыты с передачей дел в Департамент государственной полиции, образованный при министерстве внутренних дел. Вместе с тем министру внутренних дел (гр. Лорис-Меликову) предоставлено завершение возбужденных комиссией вопросов с правом приглашать для этого бывших её членов в особые совещания.